# Ophioglossella
Ophioglossella là một chi thực vật có hoa trong họ Lan.